# Филип Гудън
Филип Гудън (на английски: Philip Gooden) е английски редактор и писател, автор на произведения в жанровете исторически трилър и криминален роман. Пише под псевдонима Филипа Морган (Philippa Morgan) и под съвместния псевдоним Средновековните убийци (The Medieval Murderers) с писателите Майкъл Джекс, Сузана Грегъри, Бърнард Найт, Карън Мейтланд, Иън Морсън и С. Дж. Сансом.

## Биография и творчество
Филип Чарлз Гудън е роден ноември 1948 г. в Англия. Завършва английска филология в Магдален Колидж на Оксфордския университет. След дипломирането си преподава в гимназия в продължение на много години. През 2001 г. напуска работата си и се посвещава на писателската си кариера.
През 2000 г. е издаден първият му трилър „Sleep of Death“ (Сън на смъртта) от поредицата „Шекспирова убийствена мистерия“. Главният герой Ник Ревил е млад амбициозен актьор, който по времето на кралица Елизабет I отива в Лондон да търси слава и богатство, и е нает от актьорската организация на лорд Чембърлейн, собственик на театър „Глобус“. Намира квартира в богато имение край Темза от облечен в черно младеж, чийто баща току-що е починал и чиято майка се е омъжила за вуйчо му. Намирайки прилика между историята му и най-новата трагедия на Уилям Шекспир – „Хамлет“, е натоварен да търси връзка и улики. А подозрението започва да сочи към неговия загадъчен работодател г-н Уилям Шекспир – актьор, автор и акционер в организацията „Чембърлейн“. Романът става бестселър и го прави известен. В следващите романи Ник Ревил попада на други заплетени убийства, които са свързани в театъра на Шекспир и неговата трупа.
През 2004 г. е издаден първият му роман „Чосър и Домът на славата“ от поредицата „Чосър“. Главният герой Джефри Чосър, поет и дипломат, поема тайна мисия от крал Едуард III да убеди благородниците от Аквитания да му останат верни. Но противниците на английската кауза правят всичко, за да предотвратят това – неговият домакин граф Дьо Гияк загива по време на лов, заобиколен е от подозрителни лица, а убийствата продължават, и Чосър трябва да открие виновника.
Филип Гудън се включва в литературния кръг „Средновековните убийци“, група създадена от посателя Майкъл Джекс за изнасяне на литературни и исторически лекции. Постепенно решават да пишат заедно и през 2005 г. е издаден първият им роман „The Tainted Relic“ (Тайната реликва) от поредицата „Средновековни убийци“.
През 2008 г. е издаден първият му роман „The Salisbury Manuscript“ (Салсбърийският ръкопис) от поредицата „Том Ансъл“. През 1873 г. един свещеник е убит докато краде древни артефакти от гробище в покрайнините на Салисбъри. Главният герой, лондонският адвокат Том Ансел, открива тялото му и е заподозрян за убийството. И за да се оневини трябва да намери убиеца.
Освен на художествени произведения Филип Гудън е автор и на няколко популярни справочника за използването на думи на английски език. През 2006 г. печели награда „Duke of Edinburgh English Speaking Union“ за най-добра книга за английския език.
Член е Асоциацията на писателите на криминални романи от 1998 г. и в периода 2003-2009 г. е неин председател. Член е на журито на няколко престижни литературни награди.
Филип Гудън живее със семейството си в Бат.

## Произведения

### Серия „Шекспирова убийствена мистерия“ (Shakespearean Murder Mystery)
1. Sleep of Death (2000)
2. Death of Kings (2001)
3. The Pale Companion (2002)
4. Alms for Oblivion (2003)
5. Mask of Night (2004)
6. An Honourable Murderer (2005)

### Серия „Чосър“ (Chaucer) – като Филипа Морган
1. Chaucer and the House of Fame (2004)
Чосър и Домът на славата, изд.: ИК „Еднорог“, София (2008), прев. Мариана Димитрова
2. Chaucer and the Legend of Good Women (2005)
Чосър и Легендата за добрите жени, изд.: ИК „Еднорог“, София (2008), прев. Мариана Димитрова
3. Chaucer and the Doctor of Physic (2006)
4. Chaucer and the Vintry Ward Death (2014)

### Серия „Том Ансъл“ (Tom Ansell)
1. The Salisbury Manuscript (2008)
2. The Durham Disappearance (2009) – издаден и като „The Durham Deception“
3. The Ely Testament (2011)

### Участие в общи серии с други писатели

#### Серия „Средновековни убийци“ (Medieval Murderers) – като Средновековните убийци
1. The Tainted Relic (2005)
2. Sword of Shame (2006)
3. House of Shadows (2007)
4. The Lost Prophecies (2008)
5. King Arthur's Bones (2009)
6. The Sacred Stone (2010)
7. Hill of Bones (2011)
8. The First Murder (2012)
9. The False Virgin (2013)
10. The Deadliest Sin (2014)

### Документалистика
- Faux Pas (2005)
- Name Dropping (2006)
- Who's Whose? (2007)
- The Story of English (2009)
- Idiomantics the Weird & Wonderful (2012)
- The Word at War (2014) (with Peter Lewis)
- Skyscrapers, Hemlines and the Eddie Murphy Rule: Life's Hidden Laws, Rules and Theories (2015)
- May We Borrow Your Language? (2016)